# Unité urbaine d'Armentières (partie française)
L'unité urbaine d'Armentières (partie française) est une unité urbaine française centrée sur Armentières et Bailleul, communes du département du Nord au cœur de la sixième agglomération urbaine du département, qui s'étend jusqu'à la frontière avec la Belgique.
Elle fait partie de la catégorie des agglomérations urbaines moyennes de la France, c'est-à-dire ayant entre 50 000 et 100 000 habitants.

## Situation géographique
L'unité urbaine d'Armentières est située entre Lille et Dunkerque, en Flandre française dans l'Houtland. Elle est située en partie sur la plaine de la Lys et au pied des monts de Flandres. L'agglomération, notamment Armentières, est arrosée par la Lys.
Proche de la grande agglomération lilloise dont elle n'est distante que d'une quinzaine de kilomètres, une partie de l'unité urbaine d'Armentières adhère à l'intercommunalité Lille Métropole et concerne cinq communes (Armentières, Erquinghem-Lys, Frelinghien, Houplines et La Chapelle-d'Armentières)
Comme les unités urbaines de Lille (partie française), de Valenciennes (partie française) et de Maubeuge (partie française), il s'agit d'une agglomération frontalière avec la Belgique. Outre Armentières qui est limitrophe de la Belgique par le quartier du Bizet, les autres villes de Bailleul, Nieppe et Houplines sont également des villes frontalières, notamment avec les communes flamandes de Ploegsteert, de Dranouter et de Nieuwkerke.

## Données générales
En 2010, selon l'INSEE, l'unité urbaine d'Armentières (partie française) était composée de 10 communes, toutes situées dans le département du Nord, plus précisément dans les arrondissements de Lille et de Dunkerque.
Dans le nouveau zonage de 2020, elle est composée des 10 mêmes communes.
En 2022, avec 80 494 habitants , elle constitue la sixième unité urbaine du département du Nord, se classant après celles de Lille (partie française) (1er rang départemental), de Douai-Lens (2e rang départemental), de Valenciennes (partie française) (3e rang départemental), de Dunkerque (4e rang départemental) et de Maubeuge (partie française) (5e rang départemental). Elle se situe avant l'unité urbaine de Cambrai qui occupe le 7e rang départemental.
Dans la région Hauts-de-France où elle se situe, elle occupe le 12e rang régional, se situant entre l'unité urbaine de Boulogne-sur-Mer (11e rang régional) et l'unité urbaine de Saint-Omer (13e rang régional)
En 2022, sa densité de population qui  s'élève à 495 hab/km² en fait une unité urbaine assez densément peuplée aussi bien dans le département du Nord que dans la région Hauts-de-France. Par sa superficie, elle ne représente que 2,83 % du territoire départemental et, par sa population, elle regroupe  3,08 % de la population du département du Nord en 2022.

## Composition 2020 de l'unité urbaine
Elle est composée des 10 communes suivantes :
| Nom                       | Code Insee | Département | Statut       | Superficie (km2) | Population (dernière pop. légale) | Densité (hab./km2) | Modifier                                    |
| ------------------------- | ---------- | ----------- | ------------ | ---------------- | --------------------------------- | ------------------ | ------------------------------------------- |
| Armentières               | 59017      | Nord        | ville-centre | 6,28             | 26 107 (2022)                     | 4 157              | modifier les données · modifier les données |
| Bailleul                  | 59043      | Nord        | ville-centre | 43,42            | 14 734 (2022)                     | 339                | modifier les données · modifier les données |
| La Chapelle-d'Armentières | 59143      | Nord        | banlieue     | 10,34            | 8 782 (2022)                      | 849                | modifier les données · modifier les données |
| Erquinghem-Lys            | 59202      | Nord        | banlieue     | 9,00             | 5 349 (2022)                      | 594                | modifier les données · modifier les données |
| Frelinghien               | 59252      | Nord        | banlieue     | 11,27            | 2 617 (2022)                      | 232                | modifier les données · modifier les données |
| Houplines                 | 59317      | Nord        | banlieue     | 11,32            | 7 907 (2022)                      | 698                | modifier les données · modifier les données |
| Méteren                   | 59401      | Nord        | banlieue     | 18,44            | 2 230 (2022)                      | 121                | modifier les données · modifier les données |
| Nieppe                    | 59431      | Nord        | banlieue     | 17,24            | 7 685 (2022)                      | 446                | modifier les données · modifier les données |
| Saint-Jans-Cappel         | 59535      | Nord        | banlieue     | 7,96             | 1 609 (2022)                      | 202                | modifier les données · modifier les données |
| Steenwerck                | 59581      | Nord        | banlieue     | 27,47            | 3 474 (2022)                      | 126                | modifier les données · modifier les données |

## Évolution démographique
L'évolution démographique ci-dessous concerne l'unité urbaine dans la délimitation de 2020.
| 1968   | 1975   | 1982   | 1990   | 1999   | 2006   | 2011   | 2016   | 2022   |
| ------ | ------ | ------ | ------ | ------ | ------ | ------ | ------ | ------ |
| 68 078 | 71 677 | 72 397 | 74 936 | 76 438 | 75 694 | 78 238 | 78 319 | 80 494 |